# Carlos Rodríguez Ibarra
Carlos Rodríguez (Palmira, Valle del Cauca, 7 de mayo de 1983) es un futbolista que actualmente se encuentra sin contrato  y hace parte de acolfutprocolombiano. Juga como Guardameta.
El "peto" como es conocido jocosamente por sus compañeros, debutó en la escuela Boca Juniors de Cali fue fichado por el club Patriotas y luego fue transferido al Barranquilla F.C. donde permaneció una temporada la cual le sirvió para ser fichado por el Junior donde salió campeón en el Torneo Apertura 2010, siendo clave como titular en los juegos contra el Independiente Medellín por las semifinales y La Equidad en la finalísima, donde fue un cerrojo y salvó a su club de una gran cantidad de goles.
Es hermano de Francisco Rodríguez quien jugó también en el Junior.

## Clubes
| Club             | País      | Año         | Partidos |
| ---------------- | --------- | ----------- | -------- |
| Patriotas Boyacá | Colombia  | 2006        | 65       |
| Barranquilla FC  | Colombia  | 2007        | 36       |
| Atlético Junior  | Colombia  | 2008 - 2014 | 88       |
| América de Cali  | Colombia  | 2015        | 11       |
| Deportes Quindío | Colombia  | 2016        | 16       |
| Malacateco       | Guatemala | 2016 - 2017 | 21       |
| Atlético F.C.    | Colombia  | 2017 - 2018 | 44       |
| Liga de Loja     | Ecuador   | 2018        | 24       |

## Palmarés

### Campeonatos nacionales
| Título              | Club            | País     | Año  |
| ------------------- | --------------- | -------- | ---- |
| Torneo Apertura     | Atlético Junior | Colombia | 2010 |
| Torneo Finalización | Atlético Junior | Colombia | 2011 |